# Mijaela Kalancha
Mijaela Kalancha (en ruso: Михаела Каланча; Chisináu, 5 de julio de 1994) es una deportista rusa que compite en natación sincronizada.
Ganó cinco medallas en el Campeonato Mundial de Natación entre los años 2013 y 2019, y dos medallas en el Campeonato Europeo de Natación de 2016.

## Carrera deportiva
Kalancha comenzó a destacar en natación sincronizada en 2013, cuando ganó la medalla de oro en combinación libre, junto a sus compañeras de selección, en el Campeonato Mundial de Natación de 2013. En el Mundial de 2015 el oro en la misma prueba.
Entre 2016 y 2017 compitió junto a Aleksandr Maltsev en el dúo mixto, logrando cuatro medallas entre el Campeonato Europeo de Natación de 2016 y el Campeonato Mundial de Natación de 2017. En el Mundial de 2019 volvió a ganar el oro en la prueba combinación libre.

## Palmarés internacional
| Campeonato Mundial | Campeonato Mundial      | Campeonato Mundial | Campeonato Mundial |
| Año                | Lugar                   | Medalla            | Prueba             |
| ------------------ | ----------------------- | ------------------ | ------------------ |
| 2013               | Barcelona (España)      | Medalla de oro     | Combinación libre  |
| 2015               | Kazán (Rusia)           | Medalla de oro     | Combinación libre  |
| 2017               | Budapest (Hungría)      | Medalla de oro     | Dúo libre mixto    |
| 2017               | Budapest (Hungría)      | Medalla de plata   | Dúo técnico mixto  |
| 2019               | Gwangju (Corea del Sur) | Medalla de oro     | Combinación libre  |
| Campeonato Europeo |                         |                    |                    |
| Año                | Lugar                   | Medalla            | Prueba             |
| 2016               | Londres (Reino Unido)   | Medalla de oro     | Dúo técnico mixto  |
| 2016               | Londres (Reino Unido)   | Medalla de oro     | Dúo libre mixto    |